# میامی‌تاون (اوهایو)
میامی‌تاون (به انگلیسی: Miamitown) یک منطقهٔ مسکونی در ایالات متحده آمریکا است که در شهرستان همیلتون، اوهایو واقع شده‌است. میامی‌تاون ۳٫۵ کیلومتر مربع مساحت و ۱٬۲۵۹ نفر جمعیت دارد و ۱۶۰٫۰۲ متر بالاتر از سطح دریا واقع شده‌است.